# Haikouichthys
Haikouichthys /ˌhaɪkuːˈɪkθɪs/ là một chi tuyệt chủng động vật có xương sống trong động vật có hộp sọ được cho là đã sống 530 triệu năm trước đây, trong thời gian bùng nổ kỷ Cambri của cuộc sống đa bào. Haikouichthys đã có một hộp sọ được xác định và các đặc điểm khác đã dẫn các nhà khảo cổ gọi nó là một động vật có hộp sọ thật sự, và thậm chí được cho là một trong những loài cá sớm nhất.

## Hình ảnh

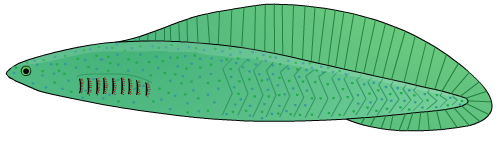
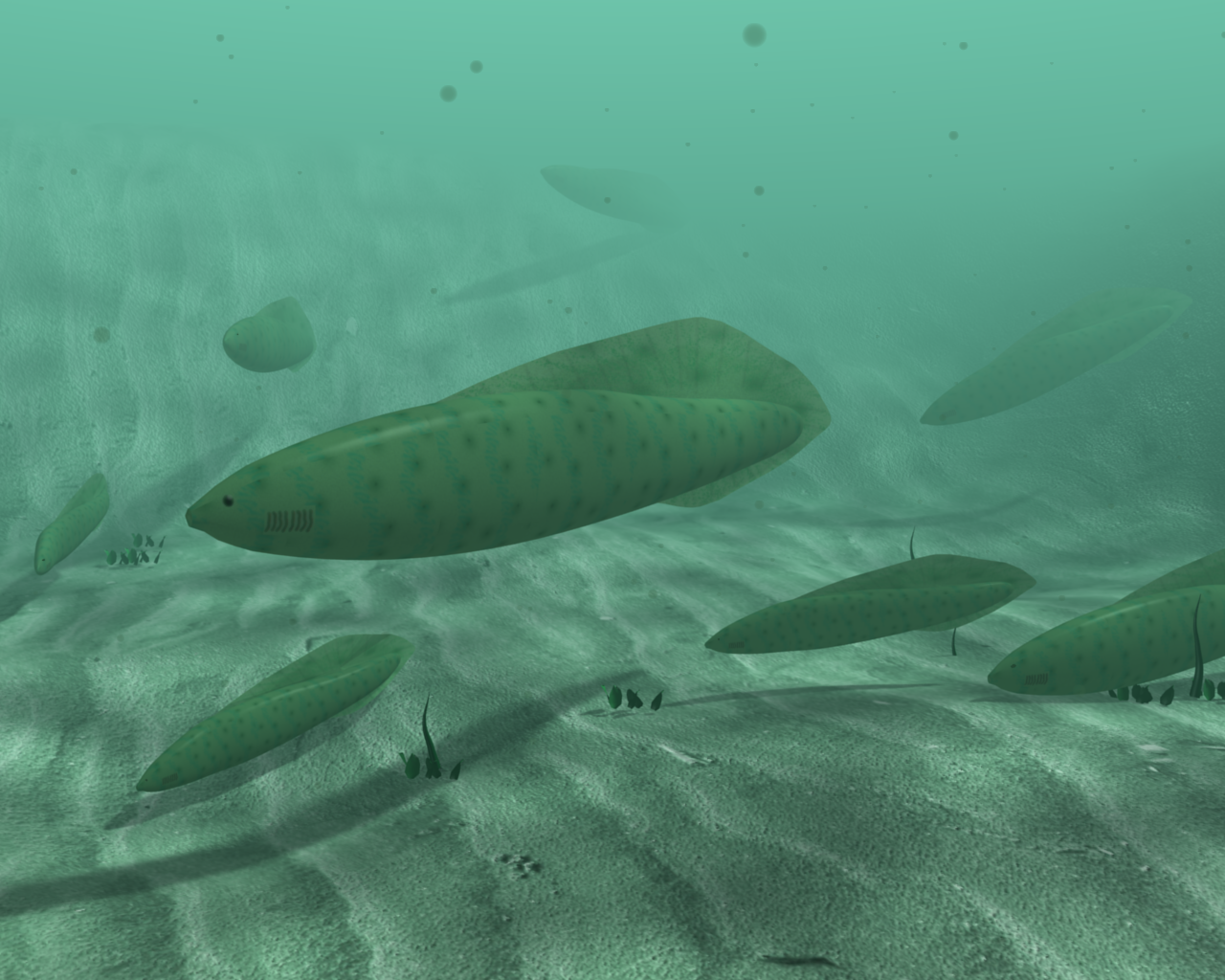
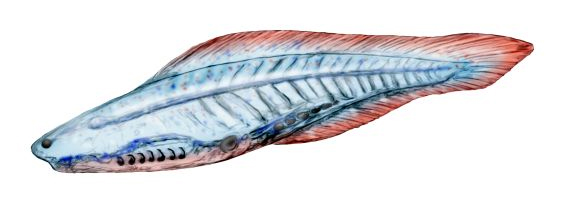